# Жабраилов, Абдулла
Абдулла Жабраилов (род. 16 марта 1982, Алма-Ата) — казахстанский борец греко-римского стиля, двукратный чемпион Азии.
Родился в 1982 году в Алма-Ате. В 2003 году выиграл чемпионат Азии, кубок Азии и завоевал серебряную медаль кубка мира. В 2004 году вновь стал чемпионом Азии. Выступает в полутяжёлой весовой категории (до 84 кг). Наставником Жабраилова является Александр Ершов.